# ヘルモクラテス

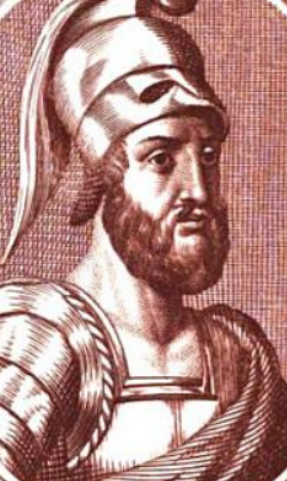
ヘルモクラテス

ヘルモクラテス（古代ギリシア語: Ἑρμοκράτης / Hermokrates、紀元前450年頃 – 紀元前408/407年）は、シケリア島の都市国家シュラクサイの軍人で、ペロポネソス戦争において反アテナイ陣営で活躍した。

## 生涯
ヘルモクラテスは、ヘルメスの子孫を称するシュラクサイの名門貴族ヘルモンの子供として生まれた。若い頃から戦争に参加し、軍功を立てたとされるが、ゲラ会議（紀元前424年）より前の詳細な記録は残っていない。

### 汎シチリア同盟の締結
紀元前425年、アテナイの同盟都市レオンティノイとシュラクサイが戦った時、レオンティノイの要請によりアテナイは、エウリュメドンとソフォクレスを総指揮管とする遠征艦隊をシケリアへ派遣し、シケリアの諸都市にアテナイへの同盟を呼びかけた。
紀元前424年、ヘルモクラテスはシュラクサイの外交官としてゲラ会議で演説を行い、シケリアの和平を実現するとともに、シケリア全土を反アテナイ陣営へ引き込むことに成功した。アテナイの艦隊が到着した時、シケリアのどの国家も協力せず、結局艦隊は何もせずに引き返した。

### ニキアスの和約
紀元前421年、アテナイは和平推進派のニキアスにより、スパルタとの間に和平を締結したが、コリントス、テーバイの問題や、主戦派のアルキビアデスの画策により、わずか2年で戦争が再開した。

### アテナイのシチリア遠征と祖国防衛
紀元前415年、アテナイはシチリアにおけるアテナイ同盟国であるエゲスタ(現セジェスタ)とレオンティノイを救うため、アルキビアデス、ニキアス、ラマコス三名を総指揮官とする大軍をシケリアへ派遣した。アテナイ派兵の噂がシケリアに届くと、ヘルモクラテスは防衛体制の拡充を訴えた。アテナイ軍がイタリア南端のレギオン(現レッジョ・ディ・カラブリア)に集結すると、ヘルモクラテスはシケリアの諸都市に共闘を訴えた。アテナイ軍が武力を背景にシケリアのカタネ(現カターニア)を拠点とした直後、ヘルメス神の石柱像の破壊事件の首謀者の疑いをかけられたアルキビアデスは、アテナイ本国への送還命令を受け、スパルタに亡命した。秋になってニキアスの率いるアテナイ軍とシュラクサイ軍は、シュラクサイ近郊のオリュンペイオンで最初の戦闘を交え、シュラクサイ軍は敗走した。ヘルモクラテスがシュラクサイ軍の指揮系統の効率化を演説で訴えたところ、ヘラクレイデス、シカノスらとともにシュラクサイの最高司令官に選ばれ、全権を任された。アテナイ軍がメッセネ(現メッシーナ)で冬を越している間、シュラクサイは町を取り囲む城壁を建築し、ヘルモクラテスはシケリアの都市カマリナへ出向いて中立を約束させた。
紀元前414年、ニキアスはシュラクサイの近くにアテナイ艦隊を密かに集結させ、一気にシュラクサイの北に広がるエピポライの台地を奪った。続いてシュラクサイを包囲する壁を築き、シュラクサイは降伏寸前の状態に陥った。その頃スパルタは、亡命したアルキビアデスの提言に従い、ギュリッポスを最高司令官とする援軍をシケリアに派遣した。ギュリッポスはヒメラに上陸して軍を整え、シュラクサイ軍と共にシュラクサイを包囲していたアテナイ軍を破り、ラマコスは戦死した。エピポライの台地はシュラクサイに奪還され、以降ペロポネソス同盟軍側が息を吹き返し、ニキアスは祖国へ援軍を要請した。
紀元前413年、アテナイはアレイステネスの子デモステネスを総指揮官とする追加の遠征艦隊をシュラクサイへ派遣し、シュラクサイを再び包囲した。しかし大軍到着後の最初のアテナイ側によるエピポライへの夜襲は、ヘルモクラテスの奮闘により失敗し、その後も緒戦でヘルモクラテス・ギュリッポス側が勝利を収めた。アテナイ陣営は月食(紀元前413年8月27日)により撤退の期を逸したことにより、艦隊が全滅するなど壊滅的敗北を喫した。捕虜となったニキアス、デモステネス両名は、ヘルモクラテスとギュリッポスの助命嘆願にも拘わらず、民衆派ディオクレスの主張により処刑された。

### キュジコスの戦いと失脚
紀元前412年、ヘルモクラテスはスパルタとの同盟の重要さを訴え、シュラクサイの艦隊を率いてスパルタのアステュオコス\の指揮下に入り、以降東エーゲ海でアテナイ側と戦った。その間艦隊長として優れた手腕を見せたが、祖国ではディオクレスが政治の実権を握った。
紀元前411年、キュノスセマの海戦で、ヘルモクラテス率いるシュラクサイ艦隊はスパルタ艦隊の右翼を任され、トラシュロスのアテナイ左翼戦隊と対戦した。ヘルモクラテス率いるシュラクサイ艦隊は、各戦局で活躍したものの、トラシュブロス率いるアテナイ右翼戦隊にミンダロス率いるスパルタ本隊は敗北を喫してしまった。シュラクサイ艦隊は三橈漕船を一艘失うだけであった。
紀元前410年、キュジコスの海戦において、アルキビアデス、テラメネス、及びトラシュブロス率いるアテナイ軍にスパルタ連合艦隊は壊滅的敗北を喫した。その際ヘルモクラテスは全艦を焼却して逃走することで、シュラクサイ軍を捕虜になることから救った。しかしながら本国ではその敗走の責任を問われ、紀元前409年シュラクサイ艦隊長の解任と国外追放を宣告される。ヘルモクラテスはスパルタ、続いてアケメネス朝ペルシアへ亡命し、ペルシアの援助のもと艦隊と軍隊を整えた。

### シチリア内戦と戦死
紀元前409年、ギスコの子ハンニバル率いるカルタゴ軍がシチリアへ侵攻し、セリヌス（現在のマリネラ・ディ・セリヌンテ）、ヒメラ、アクラガス(現アグリジェント)の町を蹂躙した。ディオクレスはシュラクサイを含むシチリア連合軍を指揮したが、ヒメラを解放することができず、住民を連れて撤退した。ヘルモクラテスは私軍を連れてメッサナへ上陸し、セリヌスの町を再建し、カルタゴの支配下に落ちたいくつかの土地の解放に成功する。
紀元前408年、ヒメラの地へ赴き、そこで拾ったシュラクサイ人の遺骨を本国へ送還した。その結果ディオクレスは失脚した。紀元前408年から407年にかけての冬に、ヘルモクラテスは3,000人の軍を率いてシュラクサイへの入国を強行しようとした。その際ヘルモクラテスは軍の大部分をアルカディネに留め、友人たちとシュラクサイの町へ入ろうとしたが、そこでシュラクサイ軍と衝突し、戦死した。後にヘルモクラテスの私兵を束ねることに成功したディオニュシオス1世は、ヘルモクラテスの娘を娶り、カルタゴとの戦争に勝利し、シュラクサイの僭主として全シケリアの支配者となった。ディオニュシオス1世の別の妻アリストマケの弟ディオンは、プラトンがシュラクサイを訪問した際(紀元前388年)にプラトンの弟子となる。

## 史料
トゥキュディデスは同時代の証人として、『戦史』の中でヘルモクラテスの活躍を克明に記している。この他、シケリアのディオドロスの『歴史叢書』、プルタルコスの『対比列伝』の『ニキアス伝』などの史書に記述されている。
またプラトンの対話集『ティマイオス』、『クリティアス』によると、ヘルモクラテスはクリティアスの客人として、ティマイオス、哲学者ソクラテスらと共に招待されている。当時シュラクサイとロクリスは、共にアテナイの敵国であり、この対話が現実のものとするならば、ニキアスの和約が成立した紀元前421/420年頃に行われたと考えられる。
なお、それぞれティマイオスとクリティアスが主たる語り手として描かれる『ティマイオス』と『クリティアス』の対話においてヘルモクラテスは余り発言をしていないが、『クリティアス』の中ではヘルモクラテスのことを「第三の語り手」と紹介している。このことから、軍人・外交官としてのヘルモクラテスに、アテナイとアトランティスの間の戦争を論じさせた、『ティマイオス』・『クリティアス』の続編にあたる『ヘルモクラテス』の執筆を構想していたのではないかという説が、プラトンの対話集の英訳で知られる英国の古典学者ベンジャミン・ジャウエット (Benjamin Jowett, 1817-1893)などにより提唱されている。事実カルキディウスの『ティマエウス注解』でも『国家』の続編として『ティマイオス』、『クリティアス』、『ヘルモクラテス』という連作が作られたと言及されている(Calcidius,In Tim.6)。しかしながら、プルタルコス『対比列伝』やディオゲネス・ラエルティオスの『哲学者列伝』によると、『クリティアス』は未完に終わり、『ヘルモクラテス』という作品については全く言及されていない(Diog.Laert.iii.61–62(s.37))。